# فوسفيد البورون
 فوسفيد البورون  مركب كيميائي له الصيغة BP، ويتألف من الفوسفور والبورون، وهو عبارة عن مادة نصف ناقلة. يكون الشكل النقي من فوسفيد البورون شفاف تقريباً، أما شبه الموصل السالب n-type ذات لون أحمر برتقالي، في حين أن شبه الموصل الموجب p-type ذات لون أحمر داكن.

## التاريخ
حضرت بلورات من فوسفيد البورون عام 1891 من قبل العالم هنري مواسان.

## الخواص

### الكيميائية
لا يتأثر فوسفيد البورون بالأحماض أو بالمحاليل القلوية المائية المغلية، إنما يؤثر عليه مصهور القلويات فقط.

### الفيزيائية
- معامل التمدد الحراري: ~3 ميكرومتر/ م*°س
- السعة الحرارية:  ~ 0.8 جول / غرام * كلفن (عند 300 كلفن)
- درجة حرارة ديباي: 1000 كلفن